# کارلو زوپلاری
کارلو زوپلاری (انگلیسی: Carlo Zoppellari; ۱۳ ژوئیهٔ ۱۹۲۱ – 2011) بازیکن فوتبال اهل ایتالیا بود.
از باشگاه‌هایی که در آن بازی کرده‌است می‌توان به باشگاه فوتبال اینتر میلان، باشگاه فوتبال مودنا، باشگاه فوتبال فیورنتینا، باشگاه فوتبال باری، و باشگاه فوتبال ویچنزا اشاره کرد.